# Pahakuru
Pahakuru är en ravin i Finland. Den ligger i Enontekis i landskapet Lappland, i den norra delen av landet, 900 km norr om huvudstaden Helsingfors. Pahakuru ligger 382 meter över havet.
Terrängen runt Pahakuru är platt åt nordost, men åt sydväst är den kuperad. Terrängen runt Pahakuru sluttar österut.  Trakten runt Pahakuru är nära nog obefolkad, med mindre än två invånare per kvadratkilometer.